# (3936) Elst
(3936) Elst (2321 T-3) – planetoida z grupy pasa głównego asteroid okrążająca Słońce w ciągu 3,79 lat w średniej odległości 2,43 j.a. Została odkryta 16 października 1977 roku w Palomar Observatory przez Cornelisa van Houtena. Nazwa planetoidy została nadana na cześć belgijskiego astronoma Erica Elsta, odkrywcy 3.490 asteroid.